# Microcebus tanosi
Il microcebo dell'Anosy (Microcebus tanosi Rasoloarison, Weisrock, Yoder, Rakotondravony e Kappeler, 2013) è un lemure della famiglia Cheirogaleidae, presente solamente nelle foreste di Manantantely e di Ivorona, nel Madagascar sud-orientale, nei pressi di Tôlanaro.

## Tassonomia
I primi esemplari di microcebo dell'Anosy furono catturati dal biologo Rodin Rasoloarison durante una ricerca sul campo nell'aprile del 2007. Si trattava di sei esemplari presi nella foresta di Manantantely e di altri quattro rinvenuti nella foresta di Ivorona, nella regione dell'Anosy del Madagascar sud-orientale, nei pressi di Tôlanaro. Di questi esemplari catturati, quattro furono preparati come specimen biologici, e ne furono conservate le pelli, i crani e campioni di tessuto, con il permesso del governo malgascio. Riconosciuto come specie a parte grazie ad analisi molecolari, il microcebo dell'Anosy è stato descritto assieme al microcebo di Marohita (M. mahorita) nel 2013 da Rasoloarison e dai ricercatori David Weisrock, Anne Yoder, Daniel Rakotondravony e Peter M. Kappeler. Come tutti i microcebi, appartiene al genere Microcebus della famiglia dei Cheirogaleidi. L'olotipo venne catturato il 1º aprile 2007 nella foresta di Manantantely. Il suo epiteto specifico, tanosi, significa «proveniente dalla regione dell'Anosy» in lingua malgascia.
Nonostante viva nella stessa regione abitata dal microcebo murino (M. murinus) e dal microcebo rossogrigio (M. griseorufus), in un raggio di 10 km Rasoloarison et al. non hanno riscontrato alcuna indicazione di flusso genico tra queste tre specie simpatriche. I microcebi che vivono nelle foreste di Manantantely e di Ivorona vengono considerati una specie distinta utilizzando il concetto di genealogia di metapopolazione. M. tanosi è pressoché identico nell'aspetto agli altri microcebi orientali, noti per essere un complesso di specie criptiche.

## Descrizione
Il microcebo dell'Anosy è uno dei più grandi rappresentanti del suo genere; ha una lunghezza totale di 25,5-27,5 cm, una coda che misura 11,5–15 cm e un peso che può raggiungere i 49 g. Il fitto e lungo pelo che ricopre le regioni superiori è di colore marrone scuro, la testa è bruno-rossastra, le regioni inferiori sono di un colore che varia dal beige opaco al grigio scuro e lungo il dorso, fino alla base della coda, corre una striscia scura. Il sottopelo è di colore marrone scuro sul dorso e bruno Van Dyck sul ventre. Il dorso di mani e piedi è ricoperto da peli grigi; le vibrisse sono color marrone anticato. Sopra il naso, tra gli occhi, si trova una zona di colore chiaro. Negli esemplari provenienti dalla foresta di Manantantely la coda è ricoperta da peli brevi e fitti, mentre in quelli della foresta di Ivorona i peli della coda sono relativamente fitti e lunghi. La coda è di colore brunastro sulla superficie superiore e di colore variabile dal bruno-giallastro all'olivaceo su quella inferiore.
L'olotipo misura complessivamente 27,5 cm, ha una lunghezza testa-corpo di 12,5 cm e pesava 49 g. Il piede posteriore è lungo 3,3 cm, l'orecchio 2 cm. Il cranio è lungo 3,44 cm, alto 1,63 cm e largo 2,06 cm (da zigomo a zigomo). Gli incisivi sono alti 2,23 mm, i molari 1,8 mm.

## Biologia
Finora non abbiamo alcun dato riguardante il comportamento, la comunicazione, l'ecologia o la riproduzione del microcebo dell'Anosy.

## Distribuzione e habitat
La presenza del microcebo dell'Anosy è stata segnalata solamente nelle foreste di Manantantely e di Ivorona nel Madagascar sud-orientale.

## Conservazione
Diversamente da quanto è avvenuto per il microcebo di Marohita, attualmente classificato come specie in pericolo critico, il microcebo dell'Anosy non ha ancora ricevuto alcuna valutazione dall'Unione Internazionale per la Conservazione della Natura (IUCN). A causa della distruzione dell'habitat, specialmente per quanto riguarda la foresta di Manantantely, ma in misura minore anche la foresta di Ivorona, Rasoloarison et al. hanno ipotizzato che questa specie verrà probabilmente classificata come «in pericolo» (Endangered) sulla Lista Rossa della IUCN. Il team di ricerca ha inoltre espresso la necessità di effettuare ulteriori studi sul campo per determinare con esattezza l'areale della specie e lo stato della popolazione, allo scopo di facilitarne la conservazione.